# Svornost (Widerstandsgruppe)
Svornost (cs. „Eintracht, Einigkeit“) war ursprünglich ein tschechischer, in Hamburg ansässiger Verein. Während des Zweiten Weltkriegs gehörte Svornost dem Hamburger Widerstand gegen den Nationalsozialismus an. Mehrere Mitglieder wurden 1944 nach Denunziationen verhaftet. Zwei Mitglieder, die mit der Widerstandsgruppe Kampf dem Faschismus zusammengearbeitet hatten, wurden bei den Endphaseverbrechen im KZ Neuengamme ermordet.

## Geschichte
Der tschechische Verein Svornost bestand bereits vor der Zeit des Nationalsozialismus in Hamburg, ebenso ein tschechischer Turnverein „Sokol“. Während Sokol 1935 als „staatsfeindlich“ aufgelöst und das Vereinsvermögen konfisziert wurde, blieb Svornost als gleichgeschaltete Vereinigung bestehen und wurde von der Gestapo überwacht. Trotzdem versuchten die Mitglieder auch nach der Besetzung Tschechiens im März 1939, weiterhin ihren Landsleuten zu helfen. Während des Zweiten Weltkriegs betreuten sie viele tschechische Zwangsarbeiter. Dem Vorstand gehörten der Tischlermeister Karel Racmann und Vincent Smok an, die zusätzlich mit der Hamburger Widerstandsgruppe Kampf dem Faschismus zusammenarbeiteten.
Ein später von der Gestapo inhaftiertes Mitglied des Vereins Svornost gab nach der Befreiung an, dass er zusammen mit dem Vorsitzenden Racmann Auflistungen der in Hamburg befindlichen Tschechen erstellt habe. Es bestanden Verbindungen mit dem besetzten Tschechien und „ein Kurier brachte Geld für die internierten und verschleppten Tschechen.“ Weiter beschrieb dieser nicht namentlich genannte Zeuge die Widerstandstätigkeit des Vereins Svornost:
:„Zu unserer Gruppe gehörten von ‚Svornost‘ Racman, Smok (Jednatel), B. Voltr (war bei Wäscherei Kolzen tätig und schmuggelte Pakete mit Essen, Briefe, Nachrichten für die Häftlinge in Fuhlsbüttel), mein Bruder Josef, Oberleutnant H. Wir haben als Demokraten und ehrliche Nationalisten gegen die unmenschlichen Anordnungen der Nazis offen gearbeitet. Verbreitung der ‚feindlichen‘ Radiosendungen, Nachrichten, der antinationalsozialistischen Literatur und Zeitungen. […]“
Der Verein wurde frühzeitig durch eingeschleuste V-Leute der Gestapo überwacht. Ende 1942 konnte der Gestapospitzel Alfons Pannek, der die tschechische Sprache beherrschte, mit einem von Gestapokommissar Fritz Knuth ausgefertigten tschechischen Ausweis unter dem Decknamen „Willi Hagemann“ in den tschechischen Verein eindringen. Mithilfe weiterer V-Männer wurde er zum Bibliothekar gewählt, sodass er an den Vorstandssitzungen teilnehmen konnte.
Im Sommer 1944 wurde der Verein, der es sich zur Aufgabe gestellt hatte, tschechischen Landsleuten und Zwangsverschleppten zu helfen, nach Denunziationen durch Spitzel von der Gestapo aufgelöst.

## Verhaftungen
Die Gestapo inhaftierte im September 1944 zunächst den Vorsitzenden Karel Racmann.
Der Gestapospitzel Alfons Pannek, der bereits 1942 unter einem Decknamen in den Verein eingedrungen war und wesentlich zu den Verhaftungen beigetragen hatte, nannte später bei seiner Vernehmung im Rahmen des Hamburger Gestapo-Prozesses 1949 die Gründe für die Verhaftung und behauptete:
„Kurz vor seiner Verhaftung hielt Racmann auf einer Versammlung des Vereins Svornost in dem Klubraum an der Alster eine Rede, die wohl eine Viertelstunde gedauert haben mag. Ich war bei dieser Versammlung zugegen. Weiter waren zwei – es können auch drei gewesen sein – junge Leute in Arbeitsdienstuniformen anwesend. Ich glaube, dass die Anwesenheit dieser Uniformträger für Racmann der Anlass seiner Rede war. Er wandte sich nämlich in der Rede mit klaren Worten gegen diejenigen, die sich freiwillig dem Dritten Reich in irgendeiner Form der Zusammenarbeit zur Verfügung stellten in der Hoffnung, für ihre Zukunft dadurch ein besseres Fortkommen zu finden. An die Adresse dieser Leute gerichtet sagte Racmann etwa, dass die Zukunft sich ganz anders gestalten würde als diese Leute es sich vielleicht dächten. Das betonte er mehrmals. Im Saal blieb es mäuschenstill, kein Mensch sagte ein Wort, alle waren sprachlos und guckten sich nur an. Es musste damit gerechnet werden, dass diese Rede Racmanns den Behörden zur Kenntnis kommen würde. Ich möchte noch erwähnen, dass der Verein sehr wahrscheinlich von mehreren Dienststellen der Gestapo überwacht wurde. So nehme ich an, dass er auch von der Abteilung für Fremdarbeiter und Spionageabwehr überwacht wurde, weil in dem Verein sehr viele Tschechen verkehrten, die als Fremdarbeiter nach Hamburg gekommen waren. Diese Leute bildeten bei den Versammlungen die Mehrzahl der Besucher.“
An dieser Versammlung nahmen nach Panneks Angaben etwa 100 Menschen teil. Pannek, der bei der Vernehmung seine aktive Rolle als Denunziant herunterzuspielen versuchte, hatte stattdessen direkt nach der Versammlung seinen Vorgesetzten, den Gestaposekretär Henry Helms, informiert. Dieser erwirkte über den SS-Hauptsturmführer und Kriminalkommissar Adolf Bockelmann die sofortige Verhaftung Racmanns und die Auflösung des Vereins Svornost. Racmann erhielt wegen „Vorbereitung zum Hochverrat“ auf Betreiben der Gestapo die „Schutzhaftstufe 1 auf Kriegsdauer.“
Kurze Zeit darauf wurde auch Vincent Smok verhaftet. Racmann und Smok wurden ins Polizeigefängnis Fuhlsbüttel eingeliefert. Weitere Verhaftungen von Vereinsmitgliedern erfolgten bis Anfang 1945. Im April 1945 wurden viele der KZ-Häftlinge auf einen Todesmarsch in das Arbeitserziehungslager Hassee bei Kiel geschickt. Racmann und Smok dagegen gehörten zu den 71 politischen KZ-Häftlingen, die auf der „Liquidationsliste“ der Gestapo standen. Beide wurden am 20. April 1945 in das KZ Neuengamme gebracht und zwischen dem 21. und 24. April im Rahmen der Endphaseverbrechen im KZ Neuengamme ermordet. Nach Angaben des Augenzeugen Hans Schwarz, des Vorsitzenden des illegalen, internationalen Häftlingskomitees, befanden sich unter den eingelieferten, teilweise nicht namentlich bekannten Opfern, 13 Tschechen, Polen und Russen.
Zum Gedenken an Karel Racmann wurde in Hamburg-Eimsbüttel in der Straße Bei der Apostelkirche ein Stolperstein verlegt. Ob Racmann und Smok zusätzlich der Hamburger Widerstandsgruppe Kampf dem Faschismus (KdF) angehört hatten, wie in der Literatur angegeben, oder als leitende Mitglieder von Svornost mit der KdF-Gruppe zusammengearbeitet haben, ist nicht abschließend geklärt.